# کوه آسینبوین
کوه آسینبوین (انگلیسی: Mount Assiniboine; ‎/əˈsɪnɪbɔɪn/‎) کوهی در کشور کانادا است که ارتفاع آن ۳٬۶۱۸ متر (۱۱٬۸۷۰ فوت) بالاتر از سطح دریا است.

## موقعیت
کوه آسینبوین در مرز آلبرتا-بریتیش کلمبیا، کانادا قرار دارد و یکی از کوه‌های رشته‌کوه راکی کانادا است.

## ویژگی
این کوه دارای ارتفاع ۳٬۶۱۸ متر (۱۱٬۸۷۰ فوت) است. این قله در ۱۹۰۱ برای نخستین بار توسط جیمز اوترام، کریستین بارن و کریستین هسلر فتح شده‌است.